# 大衛·奧沙洛姆
大衛·奧沙洛姆（David D. Awschalom，1956年—） 是美国凝聚态領域的實驗物理学家。他以半導體自旋電子學方面的工作而闻名。

## 生平
奧沙洛姆畢業于伊利诺伊大学香槟 ，獲得物理學学士。在康奈尔大学獲得实验物理学博士學位。  他是芝加哥量子交易所的主任和芝加哥大学普利兹克分子工程学院 (PME) 的刘氏家族教授、阿貢國家實驗室資深研究員。 他曾担任加州奈米系统研究所所长，加州大学圣塔芭芭拉物理系教授，以及电機和计算机工程系的相关教员。他的H指数達到 96。

## 獎項與荣誉
- 美國物理學會會士 (1992) [5]
- 美國物理學會奥利弗·巴克利奖(2005) [6]
- 歐洲物理學會安捷伦欧洲物理学奖(2005) [7]
- 美国文理科学院院士 (2006) [8]
- 美国国家科学院成员（2007年） [9]
- 材料研究学会特恩布尔領導獎 (Turnbull Lectureship Award) (2010) [10]
- 美国国家工程院會員(2011) [11]